# Фернандес, Фернанда
Фернанда Фернандес (исп. Fernanda Fernández; 1755 — после 1792) — испанская монахиня, у которой впоследствии были обнаружены интерсекс-черты, после чего она была объявлена мужчиной.

## Ранняя жизнь
Фернанда Фернандес стала монахиней в возрасте восемнадцати лет в апреле 1774 года. В 1787 году она сказала своему духовнику, что у неё развились мужские гениталии, и попросила удалиться из женского монастыря. Она оказалась в изоляции и стала центральной фигурой в расследовании, проводимом церковью. Были проведены консультации с архиепископом, богословами и врачами.

## Уход из женского монастыря
После осмотра акушеркой Фернандес был признан мужчиной и был вынужден покинуть женский монастырь 21 января 1792 года. После более тщательного осмотра врачами и акушерками у Фернандес подтвердили наличие небольшого пениса, способного вырабатывать сперму. Фернандес был официально объявлен мужчиной 11 февраля 1792 года, освобожден от своих обетов как монахини и отослан обратно к родителям в Сухар. Случай задокументирован в Церковной курии Гранады.